# Lunatic Harness
Lunatic Harness è il quarto album di Mike Paradinas, pubblicato nel 1997 dalla Planet Mu (label di sua proprietà) con lo pseudonimo di µ-Ziq.

## Tracce
1. Brace Yourself Jason – 6:22
2. Hasty Boom Alert – 5:15
3. Mushroom Compost – 3:19
4. Blainville – 3:40
5. Lunatic Harness – 6:05
6. Approaching Menace – 7:01
7. My Little Beautiful – 5:39
8. Secret Stair, Pt. 1 – 4:16
9. Secret Stair, Pt. 2 – 5:00
10. Wannabe – 6:49
11. Catkin and Teasel – 4:36
12. London – 6:11
13. Midwinter Log – 6:38